# 夜驚症
夜驚症（やきょうしょう、英語: night terror）とは、睡眠中に突然起き出し、叫び声をあげるなどの恐怖様症状を示す症状のことである。
夜驚症は、概ね数分から十数分間症状が続く。夢とは異なり目覚めた時に本人はそのことを覚えていないのが普通である。小学校入学前から小学校低学年の児童に見られる症状であり、高学年以上では稀である。睡眠中枢が未成熟なために起こる症状であると考えられている。
発達に伴って、自然に良くなっていくものであり、多くの場合、特別な治療は不要である。夜驚は、深い眠りでこわい夢を見て、部分的覚醒状態 （半分だけ目が覚めた状態 ）になるために起こる。夜驚は育て方というより、生まれつきの脳の素質によって起こり、育児に影響はされない。夜驚が始まるとき、3人に1人はきっかけがあって出てくる。普通夜驚が起こりやすいのは、3～6歳である。8歳以上になると、脳の仕組みから夜驚は出にくくなる。日中の接し方は、変える必要はない。今までどおりでかまわないという意見のほか、神経症の症状として発現しているという考えもある。